# Ilinca Călugăreanu
Ilinca Călugăreanu (n. 19 august 1981, Cluj-Napoca, România) este o regizoare și scenaristă româncă stabilită în Marea Britanie.

## Educație
Ilinca Călugăreanu a studiat sociologie și antropologie la Universitatea Babeș-Bolyai din Cluj Napoca. În perioada facultății a studiat filmele documentare și a învățat despre antropologie vizuală în Portugalia, printr-un program Erasmus. Această experiență a determinat-o să-și susțină licența printr-un film despre rețelele de grafferi din Porto și Cluj.
Ca regizoare și om de film documentar a participat în programe precum Berlinale Talents (2017), Chicken&Egg Accelerator Lab Grantee (2018), Sundance Institute National Geographic Fellow (2108), Sundance Sound and Music Labs Directing Fellow (2019) și SFFILM Rainin Screenwriting Grantee (2020).

## Carieră
În 2012 împreună cu sora ei Mara Adina, Ilinca Călugăreanu crează Casa de filme Vernon Films. În 2014 îi apare în seria de documentare The New York Times Op-docs filmul VHS vs. Communism, regizat de ea și produs de Mara Adina.
Ilinca Călugăreanu debutează în 2015  cu filmul documentar Chuck Norris vs Communism, care a avut premiera la festivalul Sundance.

## Distincții
În 2023, Ilinca a primit premiu Chicken&Egg, care recunoaște și promovează regizoarele cu voci unice.

## Filmografie
- Chuck Norris vs Communism (2015) - Un documentar despre impactul filmelor americane în perioada comunistă.
- A Cops and Robbers Story (2017) - Un film care explorează legătura complexă dintre poliție și infractori, oferind o perspectivă neconvențională.
- The Joys and Sorrows of Young Yuguo (2022) - Un scurt metraj despre povestea tragică a un tânăr chinez îndrăgostit de Eminescu și de România.[6]
- A Cautionary Tale (2023) - Un documentar  care urmărește lupta unui bărbat cu sistemul  public de evidență a populației unde figurează ca fiind decedat.